# Patrick Alströmer
Patrick Alströmer, född 26 februari 1733 i Alingsås, död där 23 oktober 1804, var en svensk friherre och industriman.

## Biografi
Alströmer övertog efter sin far, Jonas Alströmer,  makten över industrierna i Alingsås och förordnades 1754 till direktör över Alingsås stad och industri. Under ett offentligt uppdrag till Ryssland 1758 besökte han industrierna i Moskva, Jaroslavl och Tula. Under åren som följde var det lågkonjunktur för den svenska industrin och vid 1765 års riksdag förlorade den sina tidigare stora förmåner.
Alströmer lyckades dock upprätthålla sin fars anläggningar, tills de genom en eldsvåda 1779 nästan förstördes. År 1776 hade han ingått delägarskap med sin bror Clas Alströmer, som var grosshandlare i Göteborg, men motgångar ledde till bolagets upplösning, varefter de båda bröderna ägnade sig åt skötseln av sina lantegendomar.
Alströmer respekterades för sitt engagemang och intresse för allmännyttiga företag och vetenskapliga arbeten. Han utnämndes till kommerseråd 1770, förordnades till vice landshövding i Älvsborgs län 1774, blev direktör vid Ostindiska kompaniet 1777 och upphöjdes tillsammans med sin bror Clas i friherrligt stånd 1778. Han var 1771 den egentlige stiftaren av Musikaliska akademien, ledamot av Vetenskapsakademien 1774 och var tillsammans med sin bror Clas huvudansvarig för byggandet av Göteborgs första offentliga teater Comediehuset som uppfördes 1779.
Han var gift två gånger; första hustrun hette Christina Maria Ollonberg (1739–1764) och de fick tillsammans tre döttrar: Christina Maria, Margareta Hedvig och Anna Helena. Två av dem gifte sig med en Lewenhaupt och en med en  Cronstedt. Christina Maria dog 25 år gammal. Patrick Alströmers andra hustru hette Christina Maria Silfverschiöld (1751–1823). Kristinelundsgatan i Göteborg är uppkallad efter henne. I detta äktenskapet föddes sonen Jonas Alströmer (1769–1845).

## Bilder

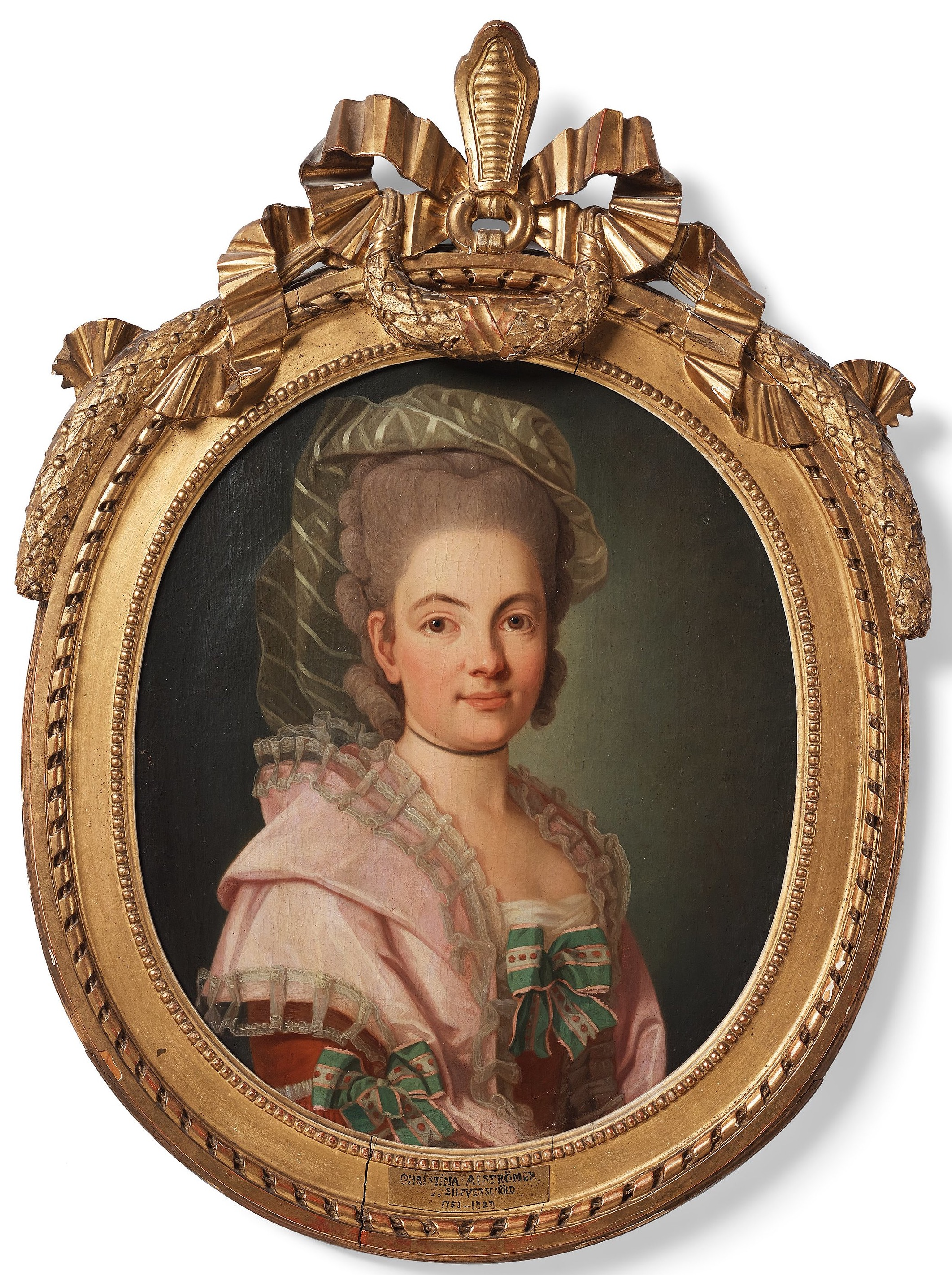
Christina Maria Alströmer, född Silfverschiöld, (1751-1823). Patrik Alströmers andra hustru. Avporträtterad av Per Krafft d.ä..